# Obiekt sportowy

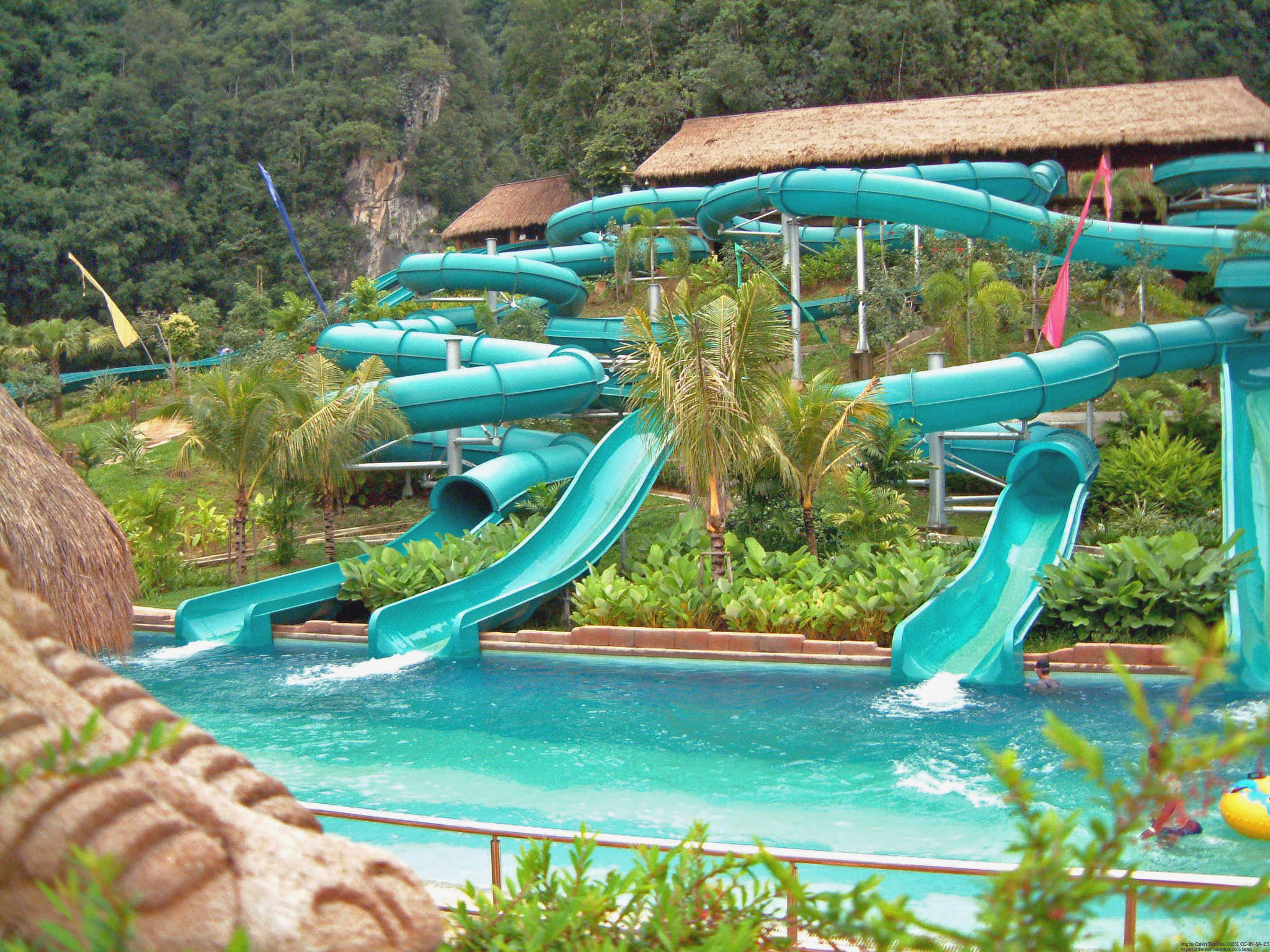
Zjeżdżalnia wodna - typ obiektu sportowego

Obiekt sportowy – samodzielny, zwarty zespół urządzeń terenowych oraz budynków przeznaczonych do celów sportowych.
Obiektami sportowymi są np. stadiony, hale sportowe, sale gimnastyczne, baseny pływackie, korty tenisowe, lodowiska, tory łyżwiarskie, hipodromy, tory wyścigowe, skocznie narciarskie, pola golfowe, skateparki, itp.